# Fort Detrick
Fort Detrick (pronunciado ['di?tr?k]) es una instalación del Comando Médico del Ejército de los Estados Unidos  localizada en Frederick, Maryland, Estados Unidos. Históricamente, Fort Detrick ha sido el centro de programa de armas biológicas de los Estados Unidos desde 1943 hasta el presente. Actualmente, se centra en la experimentación biomédica y desarrollo, comunicaciones médicas globales, administración de material médico al ejército, y el estudio de patógenos. Así mismo, es la sede del Comando de material e investigación médica del ejército (USAMRMC), la cual es una agencia de bio-defensa, el Instituto de investigaciones médicas en enfermedades infecciosas del Ejército (USAMRIID). También aloja el Instituto Nacional del Cáncer-Frederick y será la sede del  Campus de Biodefensa Nacional Interagencias. Cerrado en verano de 2019 debido a violaciones de seguridad1, el sitio ha estado operativo nuevamente desde el 27 de marzo de 2020.
Fort Detrick es el más grande empleador del condado de Frederick, Maryland.

## Historia
Cinco granjas constituían primordialmente los que se llamaba el “ Área A”  en el centro de Fort Detrick, donde se localizan la mayor parte de las actividades. (El "Área B" — conocida como  "La Granja" fue comprada en 1946 para proveer un área de prueba al oeste de Rosemont Avenue, después llamada Yellow Springs Pike. Además, una posta de agua potable y una planta de tratamiento de aguas servidas se instalaron en los bancos del río Monocacy.)

### Detrick Field (1931-43)
Fort Detrick tiene sus raíces en un pequeño aeropuerto municipal establecido en Frederick, Maryland en 1929. Era operado por una sola persona y era una de las pistas de alternativa entre Cleveland, Ohio, y  Washington D. C. hasta 1938. El aeropuerto fue nombrado en honor al cirujano de escuadrón, Mayor Frederick L. Detrick quien sirvió en Francia durante la Primera Guerra Mundial y murió en junio de 1931 de un ataque cardíaco. La primera presencia militar fue el campamento militar, el 10 de agosto de 1931 (dos meses después de la muerte del Mayor), de su unidad, el 104th Aero Squadron de la División 29, Guardia Nacional de Maryland.  El escuadrón volaba  biplanos de observación de Havilland y Curtiss JN-4 "Jennies".
Una pista de concreto reemplazo a la de césped en 1939 y un mejorado campo sirvió como Centro de entrenamiento de cadetes pilotos hasta que Estados Unidos entró en la Segunda Guerra Mundial. El Campo Detrick fue arrendado a la Ciudad de Frederick en 1940 (habiendo sido arrendado al Estado previamente por dos semanas al año). Los últimos aviones despegaron de Fort Detrick entre diciembre de 1941 y enero de 1942 después del ataque a Pearl Harbor. Todos los aviones y cadetes del 104.º fueron reasignados después de la declaración de guerra para efectuar patrullas antisubmarinas costeras. El 2º Escuadrón de bombardeo, Cuerpo Aéreo del Ejército fue reconstituido en Fort Detrick entre marzo y septiembre de 1942, cuando fue desplegado a Inglaterra para ser el núcleo del cuartel general de la Octava Fuerza Aérea. Después de su partida, la base cesó sus actividades aéreas.

### Camp Detrick (1943-56)
El 9 de marzo de 1943, compró los terrenos y los amplió fundando "Camp Detrick". El mismo año se crearon los Laboratorios de Guerra Biológica del Ejército de los Estados Unidos (USBWL), responsable de la investigación pionera en  biocontención, descontaminación, esterilización por gas, y purificación de agentes. El primer comandante, teniente coronel William S. Bacon, y su sucesor, Coronel Martin B. Chittick, supervisaron la renovación inicial y posterior construcción de la nueva base de US$1.25 millones.

#### Guerra biológica en la Segunda Guerra Mundial (1943-45)
Durante la Segunda Guerra Mundial, Camp Detrick y los USBWL fueron sitio de una intensa actividad investigadora en guerra biológica (BW) usando variados patógenos. Esta investigación fue supervisada por George Merck y por muchos años fueron conducidos por Ira L. Baldwin, profesor de Bacteriología de la Universidad de Wisconsin. Baldwin fue el primer director científico de los laboratorios. Él fue el que escogió Detrick Field como el sitio del esfuerzo investigador por el balance de lo remoto de su ubicación y su cercanía a Washington D. C.  como al arsenal Edgewood, el punto focal de la guerra biológica de los Estados Unidos.  Los edificios y otras estructuras dejadas por el antiguo aeropuerto — incluido el gran hangar — proveyeron el núcleo de soporte para el inicio de las actividades.  Detrick Field está rodeado de muchas granjas de costo bajo que serán compradas en caso de expandir el esfuerzo de guerra biológica.
El Servicio de Guerra Química del Ejército de los Estados Unidos fue asignado como responsable y supervisó el esfuerzo que un oficial describió como "encerrado en el secreto máximo de tiempo de guerra, solamente superado por... el Proyecto Manhattan para desarrollar la bomba atómica en Estados Unidos". Tres meses antes del comienzo de la construcción, se aprobaron 3 millones de dólares adicionales para cinco laboratorios y una planta piloto. El teniente coronel Bacon fue autorizado para contratar 85 oficiales, 373 miembros del personal enlistado, y 80  miembros del Cuerpo auxiliar femenino del Ejército (WAAC) bajo dos oficiales del WAAC. En su punto máximo, 1945, Camp Detrick tenía 240 oficiales y 1.530 miembros del personal enlistado incluyendo las del WAACs.

#### Años de la posguerra (1946-1955)
La elaborada seguridad de Camp Detrick fue efectiva hasta enero de 1946. Cuatro meses después del "Día VJ" que el público supo de la existencia de las armas biológicas de Estados Unidos.
En 1952, el ejército compró más granjas al oeste de West 7th Street y Oppossumtown Pike para desarrollar más estructuras y laboratorios.
Dos trabajadores de los laboratorios murieron a causa de exposición a anthrax en los 1950s. (Otro murió en 1964 de encefalitis viral.)
Hay un edificio en la base, el Edificio 470 al cual se refieren localmente como "La Torre Ántrax". El edificio 470 fue una planta piloto para probar fermentos y tecnologías de purificación de cepas bacterianas. El edificio 470 fue demolido en el 2003 sin efectos adversos sobre los trabajadores de la demolición o efectos medioambientales.  Esta institución tiene el nombre coloquial de "Fort Doom (del idioma inglés: Fort Doom ‘Fuerte del día final’)", por las armas de guerra biológica ofensiva que se fabrican allí.  5.000 bombas que contenían esporas de ántrax fueron producidas en la base durante la Segunda Guerra Mundial.

##### Pruebas biológicas hechas en adventistas del Séptimo día
La oficina del fiscal general de los Estados Unidos liberó un reporte el 28 de septiembre de 1994, en el cual se afirma que entre 1940 y 1974, el Departamento de Defensa de los Estados Unidos (DOD) y otras agencias de seguridad nacional hicieron pruebas en cientos de miles de humanos que involucraban sustancias peligrosas.
La siguiente cita es del reporte:

 Muchos experimentos se llevaron a cabo en seres humanos, que tenían el nombre clave  Operación Whitecoat, los que fueron hechos en Fort Detrick, Maryland, en los 1950s. Los sujetos humanos eran hombres voluntarios entre los enlistados. Sin embargo, al poco, los hombres enlistados hicieron una huelga para obtener más información acerca de los peligros de los test biológicos a los que eran sometidos, por lo que adventistas, quienes eran objetores de conciencia, fueron reclutados para los estudios, sin informarles acerca de los peligros.
Staff Report prepared for the committee on veterans' affairs

El ejército compró más tierra en 1946, contigua a la anterior, para agrandar el Área A y para construir lo que se llama Área B. En 1952, se siguió expandiendo el recinto.

### Fort Detrick (1956-presente)

#### Años de la Guerra Fría (1956-89)
Camp Detrick fue nombrada instalación permanente para investigación biológica y desarrollo de armas en tiempo de paz poco después de acabada la Segunda Guerra, pero el estatus no fue confirmado hasta 1956, cuando el puesto se llamó Fort Detrick. Su mandato era continuar la investigación biomédica y su rol como campus líder en el mundo en agentes biológicos que requerían especial contención. La compra más reciente de tierra fue en Rosemont Avenue fence en 1962, completando así las 1200 acres que tiene en la actualidad.
En el Día de los Veteranos (11 de noviembre), de 1969,  el Presidente de los Estados Unidos Richard Nixon afirmó que prohibía el uso de armas químicas y biológicas, a pesar de esto, aseguró ad intra que Fort Detrick podría continuar su desarrollo y funcionamiento. el 25 de noviembre de 1969, Nixon hizo una  declaración dejando fuera de la ley dichas armas en los Estados Unidos. Desde ahí, toda la investigación, supuestamente en Fort Detrick ha sido defensiva enfocándose en diagnóstico, y tratamiento de infecciones desarrolladas por la guerra biológica. esta investigación es controlada por el Instituto de Enfermedades Infecciosas del Ejército (USAMRIID) el cual se desarrolló a partir de la Unidad Médica del Ejército (USAMU) siendo renombrada así en 1969.
Muchos antiguos laboratorios y terrenos que quedaron disponibles por las disposiciones gubernamentales acerca de guerra biológica fueron transferidas al departamento de salud norteamericano durante los años 70 y posterior. El Centro de Investigación y Desarrollo del Cáncer (ahora Instituto-Frederick) fue establecido en 1971 en una parte del Área A cedida por la instalación.
En 1989, investigadores de la base identificaron virus Ébola, en monos importados del área de las Filipinas.

#### Años posteriores a la Guerra Fría (1990-presente)

##### Surgen voces acerca del sida como arma
En los 1980s y '90s, algunos conspiracionistas, especialmente Jakob Segal, afirmaron que Fort Detrick era el sitio en que el Gobierno de los Estados Unidos había creado el VIH. Un científico norteamericano, el Dr. Boyd Graves, demandó al Gobierno de los Estados Unidos por haber usado el virus etnoespecífico de los nazis, adquirido a través de la Operación Paperclip.

##### Operaciones de control mental
Se difundieron muchas historias acerca de la muerte de Frank Olson uno de los directores de la operación de control mental MK Ultra y la ingestión de LSD, historias vinculadas en especial a su relación con Sidney Gottlieb.

##### Ataques con carbunco en 2001
El USAMRIID ha sido el principal consultor del FBI en los aspectos científicos de los Ataques con carbunco en 2001,, los cuales infectaron a 22 personas y asesinaron a 5. Aun cuando fueron los asesores científicos de la investigación, muy pronto se convertirían en los posibles culpables para el FBI (vea Steven Hatfill). En julio de 2008, Bruce Ivins, un investigador estrella en biodefensa del USAMRIID se suicidó justo antes de que el FBI lo encausara por los atentados. El científico había sido notificado por la prosecución judicial. La identificación de Ivins por el FBI en agosto de 2008 como el perpetrador de los ataques de carbunco permanece en controversia ya que su aceptación incluye al gobierno en la culpabilidad. sin embargo las preparaciones de carbunco usadas en los ataques son de diferentes grados, todo el material deriva de la misma cepa conocida como Cepa Ames, la cual fue desarrollada por USAMRIID. La cepa Ames fue distribuida en 15 laboratorios de guerra biológica en Estados Unidos y al menos 6 fuera de Estados Unidos. En agosto de 2008, estados Unidos declaró oficialmente culpable de los ataques de carbunco del 2001 a Bruce Ivins, empleado de Fort detrick.
En junio de 2008, la Agencia medioambiental planeaba agregar a la lista del  Superfund de los lugares más contaminados de los Estados Unidos.
Cerca de 7,900 personas trabajan en Fort Detrick.

## Unidades y organizaciones que la ocupan
Todas las ramas de los militares de los Estados Unidos están entre los 7800 miembros de Fort Detrick, empleados federales y contratistas Agencias de los cuatro niveles del gabinete están representadas por las actividades en el complejo: El Departamento de Seguridad Nacional de los Estados Unidos, el Departamento de Agricultura de los Estados Unidos, el Departamento de Salud y Servicios Humanos de los Estados Unidos, y el Departamento de Defensa de los Estados Unidos. Las oficinas incluyen las del Instituto de Investigación de Vegetales y enfermedades foráneas, el National Cancer Institute, el Comando Logístico Médico Naval y el Centro de Investigación en Tecnología Avanzada y Telemedicina.  Actualmente está en construcción un campus de biotecnología que albergará centros de investigación civiles y militares incluyendo los Centros para el Control y Prevención de Enfermedades, el National Institute of Allergy and Infectious Diseases así como el USAMRIID.

### Detalle de las unidades militares y civiles que ocupan Fort Detrick

#### Departamento de Defensa
- Comando de Material e Investigación Médica de los Estados Unidos (USAMRMC)
  - Agencia de Material Médico del Ejército de los Estados Unidos (USAMMA)
  - Actividad de Desarrollo de Material Médico del Ejército de los Estados Unidos (USAMMDA)
  - Actividad de Adquisición de Investigación Médica del Ejército de los Estados Unidos (USAMRAA)
  - Instituto de Investigación Médica en Enfermedades Infecciosas del Ejército de los Estados Unidos (USAMRIID)
  - Centro de Investigación en Tecnología Avanzada y Telemedicina[15]
- 114º Batallón de Señales del Ejército de los Estados Unidos
- ª Brigada de Señales del Ejército de los Estados Unidos
- 302º Batallón de señales del Ejército de los Estados Unidos
- 6º Centro Administrativo Logístico Médico del Ejército de los Estados Unidos (6MLMC)
- Compañía A, 53º Batallón de Señales del Ejército de los Estados Unidos (SATCON)
- Oficina de Logística Médica de la Fuerza Aérea de los Estados Unidos (AFMLO)
- Agencia de Soporte Médico de la Fuerza Aérea de los Estados Unidos, Ejercicio y Soporte Médico global (AFMSA/SGPX)
- Centro de Inteligencia Médica de las Fuerzas Armadas de los Estados Unidos (AFMIC)
- Sistemas Médicos Químicos y Biológicos (CBMS), Oficina de Administración conjunta
- Compañía B, 4º Batallón de reconocimiento armado liviano, 4ª División de Infantería de Marina de los Estados Unidos Reserva de las Fuerzas de Infantería de Marina de los Estados Unidos
- Agencia de administración de contratos de Defensa, DCMA Baltimore
- Destacamento 1, 301ª Compañía de Señales del Ejército de los Estados Unidos (Cable & Líneas)
- Centro de Desarrollo Funcional Logístico Médico Conjunto (JMLFDC)
- Directorio Asesor de enlistamiento clínico conjunto del Ejército de los Estados Unidos (JRCAB)
- Comunicaciones Médicas para el cuidado de las bajas en combate (MC4)
- Oficina de aplicaciones Tecnológicas del Ejército de los Estados Unidos (TAO)
- Centro de Salud del Medio Ambiente del Ejército de los Estados Unidos (USACEHR)
- Comando de Ingeniería de Sistemas e Informática del Ejército de los Estados Unidos, Directorato de Ingeniería de Fort Detrick

Además, Fort Detrick es la instalación de apoyo para el Complejo Raven Rock Mountain.

##### Departamento de Salud y Servicios Humanos
- Instituto Nacional del Cáncer-Frederick,[17] Instalación satélite del NCI

#### Departamento de Agricultura
- Foreign Disease Weed Science Research Unit

#### Departamento de Seguridad Interna de los Estados Unidos
- Centro Nacional de análisis bioforense (NBFAC)
- Centro Nacional de Biodefensa y contramedidas (NBACC), abierto en 2008

## Sitios históricos en Fort Detrick
Fort Detrick tiene tres sitios y cuatro estructuras en el  National Register of Historic Places:
- La Nallin Farm House (cerca 1835)
- La Nallin Farm Springhouse and Bank Barn (pre-1798)
- La La esfera de Prueba del Millón de Litros, la “Bola Ocho” (1947-48)

Además, los siguientes sitios en la instalación son de interés histórico:
de Ft Detrick, fue el sitio de estructuras históricas. The Novitiate Academy de Frederick construyó una gran propiedad, la Saint Joseph’s Villa, en la colina en 1895. Esto está localizado allí por la Primavera restauradora justo al norte de la base de la colina. La Academia se trasladó a Nueva York en 1903 y la villa demolida. El Dr Rudolph Rau, un cirujano de Frederick compró la propiedad en 1911 construyendo una mansión colosal de columnas colosales, un salón de baile de tres pisos y casa dy terrazas de jardines. Esta propiedad fue vendida en 1929 a Robert Bright quien la uso de casa de verano hasta 1943. Tres años más tarde el Gobierno de los Estados Unidos la compró para ser usada como la residencia del comandante de la unidad de Ft Detrick hasta que fue demolida en 1977. Hasta hoy, permanecen algunas paredes y los pisos de piedra,  pero fotos de ambas estructuras, el Novitiate Academy y la mansión del Dr Rau pueden verse en los lugares de exhibición.
- Edificio 470, una planta piloto conocida como "Anthrax Tower" (1953; demolida en 2003)